# Kardos István (író)
| Kardos István                             | Kardos István                             |
| Kattints az alábbi külső linkek egyikére! | Kattints az alábbi külső linkek egyikére! |
| ----------------------------------------- | ----------------------------------------- |
| Nem található szabad kép.(?)              |                                           |
| külső link · jogvédett                    | Kardos István. PORT.hu                    |

Kardos István (Galánta (ma: Szlovákia), 1942. május 12. – Budapest, 2002. szeptember 24.) Balázs Béla-díjas (1981) magyar író, forgatókönyvíró, producer, dramaturg, tanár. Kardos Ferenc filmrendező testvére volt.
Ő volt az egyetlen író Magyarországon, aki csak filmet, forgatókönyvet írt.

## Élete
1956 és 1960 között az Óbudai Árpád Gimnázium diákja volt. Irodalmi pályamunkáját dicséretben és könyvjutalommal jutalmazták. 1960–1965 között az ELTE BTK magyar–történelem szakos hallgatója volt. 1966–1968 között általános iskolai, 1968–1975 között pedig középiskolai tanár volt. 1968-tól írt filmeket. 1975-től főfoglalkozású filmíró volt. A Hétfői Műhely filmgyártó stúdióalapítvány vezetője volt. 1997-től a Diamond Film Bt. ügyvezetője, majd a Duna Televízió dramaturgiai igazgatója volt.
Körülbelül 30 nagyjátékfilmet írt.

## Filmjei

### Forgatókönyvíróként
- Bűbájosok (1969)
- Végre, hétfő! (1971)
- Petőfi '73 (1973)
- Hajdúk (1974)
- Álmodó ifjúság (1974)
- Azonosítás (1976)
- Pókfoci (1976)
- Ékezet (1977)
- Egyszeregy (1977)
- Vasárnapi szülők (1979)
- A trombitás (1979)
- Családi kör (1980-1990)
- Köszönöm, megvagyunk (1981)
- Kopaszkutya (1981)
- Kabala (1982)
- Mennyei seregek (1983)
- Boszorkányszombat (1983)
- Adj király katonát! (1984)
- Szirmok, virágok, koszorúk (1985) (szerkesztő is)
- Visszaszámlálás (1986)
- Gondviselés (1987)
- Ismeretlen ismerős (1988)
- Iskolakerülők (1989)
- Pókok (1990)
- A túlélés ára (1990)
- Félálom (1991)
- Fényérzékeny történet (1994)
- Jó éjt, királyfi (1994)
- Gyilkos kedv (1997) (producer is)
- A világ legkisebb alapítványa (1997)
- Üvegfal (2005)

### Producerként
- Gyerekgyilkosságok (1993)
- Csajok (1996)
- Érzékek iskolája (1996)
- VII. Olivér (2001)
- Passzport (2001)
- I Love Budapest (2001)
- Ennyiből ennyi (2001)
- Egérút (2001)
- Felmentő levél (2002)
- Magyar szépség (2003)

### Rendezőként
- Breuer Marcell (1972)

### Egyéb filmes munkák
- Felfelé a lejtőn (1959)
- Cha-cha-cha (1982)
- Dögkeselyű (1982)
- Csók, Anyu (1986) (dramaturg)
- Kicsi, de nagyon erős (1989) (dramaturg)
- Az én XX. századom (1989) (dramaturg)
- Homo Novus (1990) (dramaturg)
- Könnyű vér (1990) (dramaturg)
- Könyörtelen idők (1992) (dramaturg)
- Roncsfilm (1992) (dramaturg)
- Vigyázók (1993) (dramaturg)
- A vád (1996) (dramaturg)
- Az én kis nővérem (1997)
- Szenvedély (1998) (dramaturg)
- Torzók (2001) (dramaturg)
- A Szent Lőrinc folyó lazacai (2003) (dramaturg)
- Vagabond (2003) (dramaturg)

### Színészként
- Apa (1966)

## Könyvek
- A háború lelke. Irodalmi forgatókönyvek; Magvető, Bp., 1975
- A pókok / Die Spinnen; Kardos István forgatókönyve alapján szöveg Marco Serafini, rend. Erdős Pál; Budapest Filmstúdió, Bp., 1988
- Dobai Péter–Sára Sándor: Dear India. Irodalmi forgatókönyv / Kardos István–Sára Sándor: Transzszibériai álom. Irodalmi forgatókönyv; MMA, Bp., 2018 (Láthatatlan filmtörténet)

## Díjai, elismerései
- Balázs Béla-díj (1981)
- Magyar Művészetért díj (1993)
- Aranytoll (2000)
- Hevesi Endre-díj (2003)